# Steven Fitzgerald
Steven Fitzgerald – australijski zapaśnik walczący w stylu wolnym. Brązowy medalista mistrzostw Oceanii w 1995 i czwarty w 1996 roku.